# Cryptospira immersa
Cryptospira immersa là một loài ốc biển, một động vật thân mềm chân bụng sống ở biển trong họ Marginellidae, họ ốc mép.

## Mô tả
Kích thước của vỏ dao động từ 14 mm đến 25 mm.

## Phân bố
Loài này phân bố ở Vịnh Bengal và ở Thái Bình Dương dọc theo Nouvelle-Calédonie.